# Autoroute A5 (France)
Pour les articles homonymes, voir A5 et Autoroute A5.

L'autoroute A5 est une autoroute française qui relie le sud-est de la région Île-de-France, près de Lieusaint (Seine-et-Marne) au plateau de Langres, en 238 km. Elle a été construite à partir de 1990 pour désengorger l'A6.
Autoroute à péage, elle est concédée aux Autoroutes Paris-Rhin-Rhône (APRR).
Les routes européennes E54, E511 et E17 passent par l'A5. Avant que l'A5 ne rejoigne Troyes, la section entre Troyes et Langres s'appelait A26.
La section Sens-Troyes fait partie du grand contournement de Paris.

## Historique
- 1983 : jonction Beauchemin - Semoutiers de 21 km (sous le nom de A 26) ;
- 1990 : mise en service de la section Troyes-Semoutiers de 77 km  (sous le nom de A 26) ;
- 22 octobre 1993 : mise en service de la section Melun-Sens de 56,6 km ;
- 22 octobre 1993 : mise en service de la section A160-A5 (Sens)-RN6 de 4,4 km (future A19) ;
- 24 novembre 1994 : mise en service de la section Sens-Troyes de 67,8 km ;
- 24 novembre 1994 : mise en service du raccordement Nord à la Francilienne/A5b de 14,4 km (future A105) ;
- 30 juin 1995 : mise en service du raccordement Ouest à la Francilienne/A5a de 10,9 km[1].

Les numérotations A5a et A5b sont encore utilisées de nos jours sur tous les panneaux de signalisation.

## Projet de prolongement jusqu'à la Suisse
Le Gouvernement a donné son feu vert pour la réalisation de la continuation naturelle de l'A5 au-delà de Langres en direction de la Suisse et de Mulhouse en concédant un tronçon à péage appelé pour l'instant A319 et aboutissant à Vesoul (ouverture prévue après 2030). Le reste du tronçon doit être pris en charge par l'État sous forme de voie express à 2 × 2 voies (RN 19) se raccordant à l'A36 entre Belfort et Montbéliard et au-delà à l'autoroute suisse A16. L'ensemble constitué de l'autoroute A5 actuelle et de ce prolongement pourrait constituer à terme une future autoroute A5 reliant intégralement Paris à la Suisse.

## Parcours

### A5a
Section concédée à APRR et gratuite.
- Échangeur entre RN 104 et A5a : A6 - A13, Évry, Corbeil-Essonnes, Tigery, Saint-Pierre-du-Perray, A1 - A4, Créteil, Paris (RN 6), Marne-la-Vallée,  Parc de PariSud, Combs-la-Ville
  -    Début de l'autoroute A5a. Début de 2 × 3 voies. Limitation à 110 km/h.

Passage du département de l'Essonne à celui de Seine-et-Marne.
- 10a : Carré Sénart à 1 km :  Centre commercial régional Carré Sénart
- 10/10b : Savigny - Plessis-le-Roi à 2 km : Sénart, Carré Sénart, Savigny-le-Temple
- 10c : Lieusaint à 2,5 km : Moissy-Cramayel, Lieusaint
- 11 Savigny-le-Temple - centre à 4 km : Savigny-le-Temple (demi-échangeur, depuis et vers RN 104)
- 12 Savigny-le-Temple - Parc d'Activités à 5 km : Savigny-le-Temple, Cesson, Vert-Saint-Denis - centre (demi-échangeur, depuis et vers RN 104)
- 13 Savigny-le-Temple - Plessis-Picard à 9 km : (demi-échangeur, depuis et vers Langres) : Cesson, Vert-Saint-Denis, Savigny-le-Temple et  Aire de service du Plessis Picard-Ourdy (sens Langres-Paris) (sortie de l'autoroute impossible depuis l'aire de service)

La sortie  14 se situe sur l'autoroute A105.
- Échangeur entre A105 et A5 : Melun, Montereau-Fault-Yonne par RD,  Parc d'activité de Vert-Saint-Denis (demi-échangeur, depuis et vers N104)
- Échangeur entre A105 et A5 : Marne-la-Vallée, Paris (A4), Lille (A1), Combs-la-Ville, Moissy-Cramayel, Réau (demi-échangeur, depuis et vers Langres)

Fin de l'autoroute A5a. Début de l'autoroute A5.

### A5
Section concédée à APRR et payante.
- Gare de péage des Eprunes (à système fermé)
  -  Limitation à 130 km/h, après le péage.
- 15 Saint-Germain-Laxis à 18 km : Melun, Meaux, Fontenay-Trésigny, Saint-Germain-Laxis,  Vaux-le-Vicomte

Début du longement de la LGV Paris-Lyon.
- 16 Chatillon-Laborde à 26 km : Melun, Provins, Nangis, Le Châtelet-en-Brie, Châtillon-la-Borde
  -  Aires de repos des Jonchets - La Grande Paroisse (sens  Paris-Langres),  Jonchets - Les Récompenses (sens Langres-Paris)
- 17 Forges à 43 km : Montereau-Fault-Yonne - centre, Champagne-sur-Seine, Nangis, Forges
- 18 Marolles-sur-Seine à 51 km : Fontainebleau, Montereau-Fault-Yonne - centre,  Montereau-Fault-Yonne - Z. I., Bray-sur-Seine, Nogent-sur-Seine, Marolles-sur-Seine
  -   Rappel. Réduction à 2 × 2 voies.
  -  Aires de repos des Rasets (sens  Paris-Langres),  de Gravon (sens Langres-Paris)

Passage du département de Seine-et-Marne à celui de l'Yonne. Passage de la région Île-de-France à celui de la Bourgogne-Franche-Comté.
- . Début de 2 × 3 voies.

Fin du longement de la LGV Paris-Lyon à 62 km.
- Réduction à 2 × 2 voies.
- Échangeur entre A19 et A5 à 72 km : Orléans (A10), Lyon (A6), Sens
  -  Aires de repos de Montard (sens  Paris-Langres),  de Montaphilant (sens Langres-Paris)
  -  Aires de service de Villeneuve l'Archevêque (sens Paris-Langres),  de Villeneuve Vauluisant (sens Langres-Paris)
- 19 Vulaines à 97 km : Nogent-sur-Seine, Saint-Florentin, Romilly-sur-Seine, Aix-en-Othe, Villeneuve-l'Archevêque

Passage du département de l'Yonne à celui de l'Aube. Passage de la région Bourgogne-Franche-Comté à celui Grand Est.
- Aires de repos des Tomelles (sens  Paris-Langres),  de Fontvannes (sens Langres-Paris)

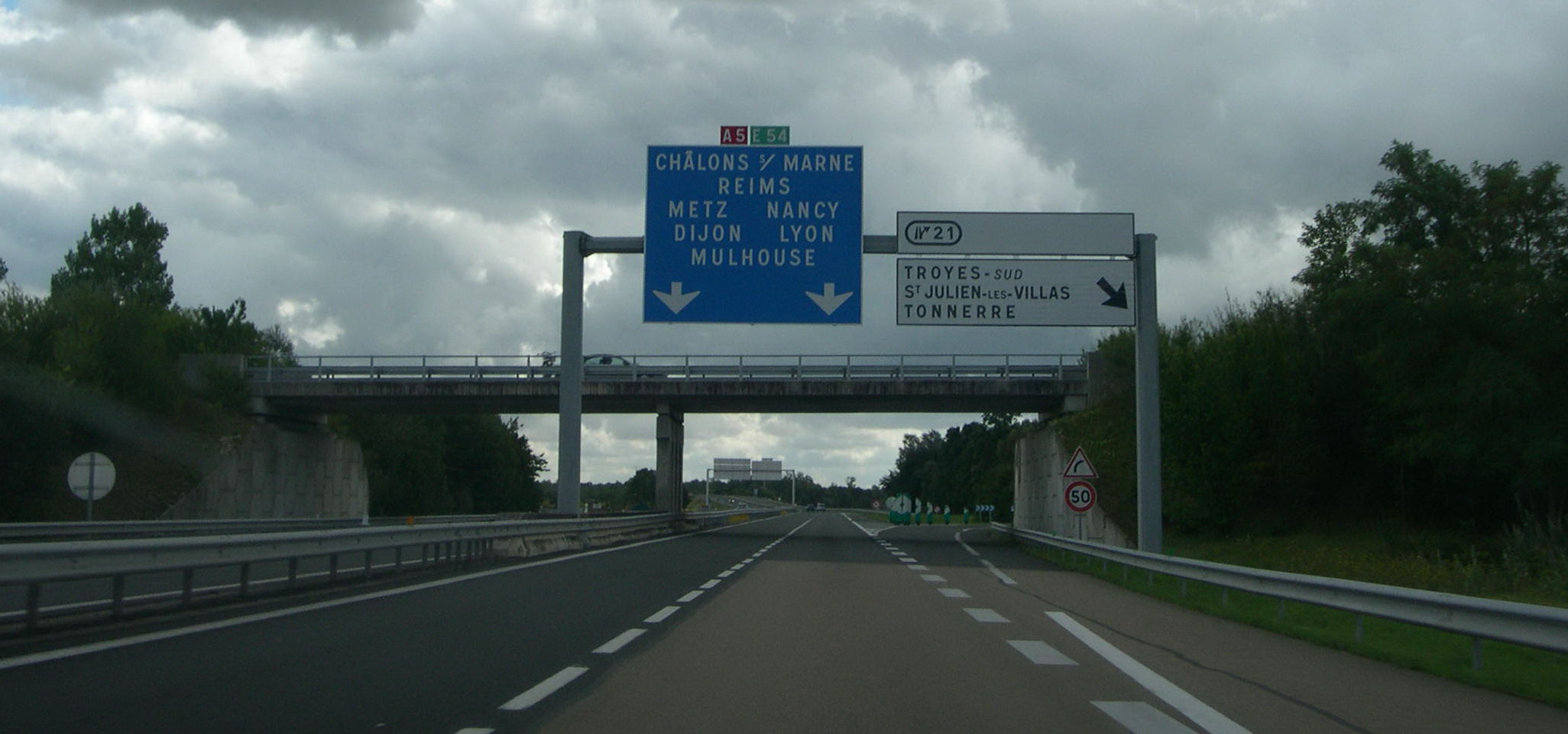
Autoroute A5 à la sortie de Troyes-sud.

- 20 Torvilliers à 123 km : Troyes - centre, Sainte-Savine, Romilly-sur-Seine, Aix-en-Othe
  -  Aires de repos de Saint-Pouange (sens  Paris-Langres),  La Coloterie (sens Langres-Paris)
- 21 Saint Thibault à 139 km : Auxerre, Troyes - centre, sud, Tonnerre, Saint-Julien-les-Villas, Saint Thibault
- Échangeur entre A26 et A5 : Lille (A1), Metz, Reims (A4), Châlons-en-Champagne, Saint-Dizier, Troyes - est
  -  Aires de service de Troyes - Fresnoy (sens Paris-Langres),  Troyes - Le Plessis (sens Langres-Paris)
- 22 Magnant à 164 km : Châtillon-sur-Seine, Bar-sur-Seine, Brienne-le-Château, Bar-sur-Aube, Vendeuvre-sur-Barse,  Forêt d'Orient
  -  Aires de repos de Mondeville (sens  Paris-Langres),  de Champignol (sens Langres-Paris)
- 23 Ville-sous-Laferté à 193 km : Châteauvillain, Colombey les Deux Églises, Châtillon-sur-Seine, Bar-sur-Aube

Passage du département de l'Aube à celui de la Haute-Marne.
- Aires de service de Châteauvillain - Val Marnay (sens Paris-Langres),  de Châteauvillain - Orges (sens Langres-Paris)
- 24 Chaumont-Semoutiers à 215 km : Saint-Dizier, Chaumont, Arc-en-Barrois, Semoutiers-Montsaon, Châteauvillain
  -  Aires de repos du Bois-Moyen (sens  Paris-Langres),  du Champ à la Croix (sens Langres-Paris)
- Échangeur entre A31 et A5 à 234 km : Metz, Nancy, Vesoul, Langres, Lyon (A6), Dijon, Besançon (A39)

L'autoroute A5 devient l'autoroute A31.

### Autoroute A105 (ou A5b)

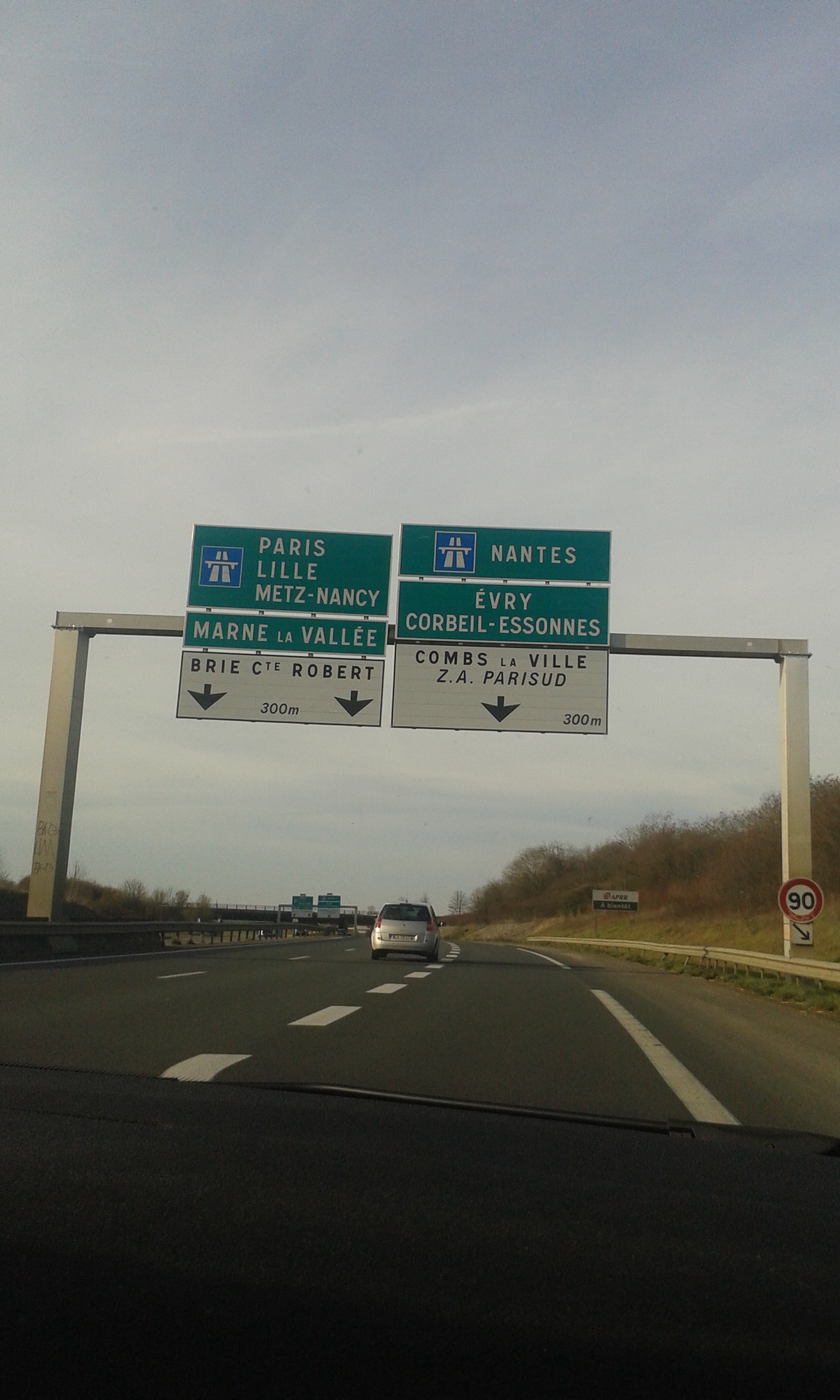
Panneau vers la fin de l'autoroute A105.

L'A105 est une autoroute reliant la RN 104 au nord de Melun. Elle est longue de 12,500 km environ.
Section concédée à APRR et gratuite.
- Échangeur entre RN 104 et A105 : A4, Marne-la-Vallée, Lille (A1) Brie-Comte-Robert, A6, Bordeaux (A10), Évry, Corbeil-Essonnes, Carré Sénart, Savigny-le-Temple, Lieusaint, Combs-la-Ville,  Parc de PariSud
  -     Début de l'autoroute A105, en 2 × 2 voies. Limitation à 110 km/h.
- 11 Évry-Grégy-sur-Yerre à 1,5 km (demi-échangeur, depuis et vers RN 104) : Évry-Grégy-sur-Yerre
- 12 Moissy-Cramayel à 3 km : Provins, Moissy-Cramayel, Évry-Grégy-sur-Yerre, Guignes +  Aire de service de Galande (dans les deux sens)
- 13 Réau à 5 km : Réau, Centre aéronautique, Centre routier (observé par vidéosurveillance)
- Rappel. Fin de 2 × 2 voies, début de 2 × 3 voies.
- Échangeur entre A5 et A105 : Montereau-Fault-Yonne, Troyes, Lyon , Carré Sénart (demi-échangeur, depuis et vers RN 104)
- Échangeur entre A5a et A105 : Évry, Paris (A6), Savigny-le-Temple, Lieusaint (demi-échangeur, depuis et vers Melun)
- 14 Vert-Saint-Denis à 10 km : Voisenon, Cesson, Vert-Saint-Denis, Pouilly-le-Fort
  -   Rappel. Fin de 2 × 3 voies, début de 2 × 2 voies.
  -   L'autoroute A105 devient la Route nationale 105.
  -  à 500 m.  Avant fin de route à accès réglementée.
  -  à 400 m.  Avant fin de route à accès réglementée.
  -  Fin de route à accès réglementée et Fin de la route nationale 105.
  -  Avant giratoire.
- Carrefour giratoire  à 12,5 km :
  -  RN 105 : (A5a) Sénart, Évry, Paris, (A105) Marne-la-Vallée, Brie-Comte-Robert, Pouilly-le-Fort
  - RD 605 : Fontainebleau, Melun - Gare, Le Mée-sur-Seine, Melun - Champ de Foire
  - RD 605 : Melun - Centre
  - RD 1605 : (A5) Troyes, Montereau-sur-le-Jard, Rubelles, (RD 605) Vaux-le-Pénil

## Lieux sensibles
Il n'existe pas de bouchons mais des ralentissements se produisent parfois avant d'arriver sur la Francilienne. Des bouchons peuvent survenir lors des week-ends de soldes à la sortie no 20 Troyes-ouest, entre l'autoroute et le péage.